# Malese Jow
Pour les articles homonymes, voir Jow.
 (janvier 2022).
Si vous disposez d'ouvrages ou d'articles de référence ou si vous connaissez des sites web de qualité traitant du thème abordé ici, merci de compléter l'article en donnant les références utiles à sa vérifiabilité et en les liant à la section « Notes et références ».
Elizabeth Melise Jow, née le 18 février 1991 à Tulsa est une actrice, auteur-compositrice et chanteuse américaine.
Elle est surtout connue pour avoir joué Geena Fabiano dans Allie Singer, Anna dans Vampire Diaries et Julia Yeung dans Star-Crossed.

## Biographie
Née sous le nom d'Elizabeth Melise Jow à Tulsa, Oklahoma, Elizabeth  a emménagé en Californie avec sa mère, ses frères et sœurs à l'âge de 9 ans. Son père est américain d'origine chinoise, tandis que sa mère a une ascendance Cherokee. Elle a une petite sœur, et deux petits frères.
À l'âge de 6 ans, Élisabeth apparaît dans Barney et Dellaventura (en), mais sa carrière d'actrice prend une pause quand elle laisse son rôle de Geena Fabiano, sur Nickelodeon dans Allie Singer (Unfabulous) aux côtés d'Emma Roberts, où elle joue la meilleure amie diva d'Allie Singer, obsédée par la mode et le stylisme. Durant trois saisons, Élisabeth  a été nommée plusieurs fois aux Young Artist Awards.
Depuis que le show a pris fin en 2007, Malese apparait dans Bratz : In-sé-pa-rables ! où elle interprète Quinn, et dans Les Sorciers de Waverly Place représentant une actrice célèbre, Ruby Donahue, en 2008, dans Les Feux de l'amour sous Hannah, et en 2009 dans iCarly, une autre série de Nickelodeon. La même année, elle joue dans La Vie secrète d'une ado ordinaire dans la peau de Gail et dans la série Hannah Montana en tant que Rachel. Elle a aussi joué dans Les Zintrus aux côtés d'Ashley Tisdale.
En 2010, Elizabeth  est choisie pour jouer dans la première saison de Vampire Diaries, diffusée sur The CW auprès de  Nina Dobrev (Elena Gilbert), Paul Wesley (Stefan Salvatore) et Ian Somerhalder (Damon Salvatore).

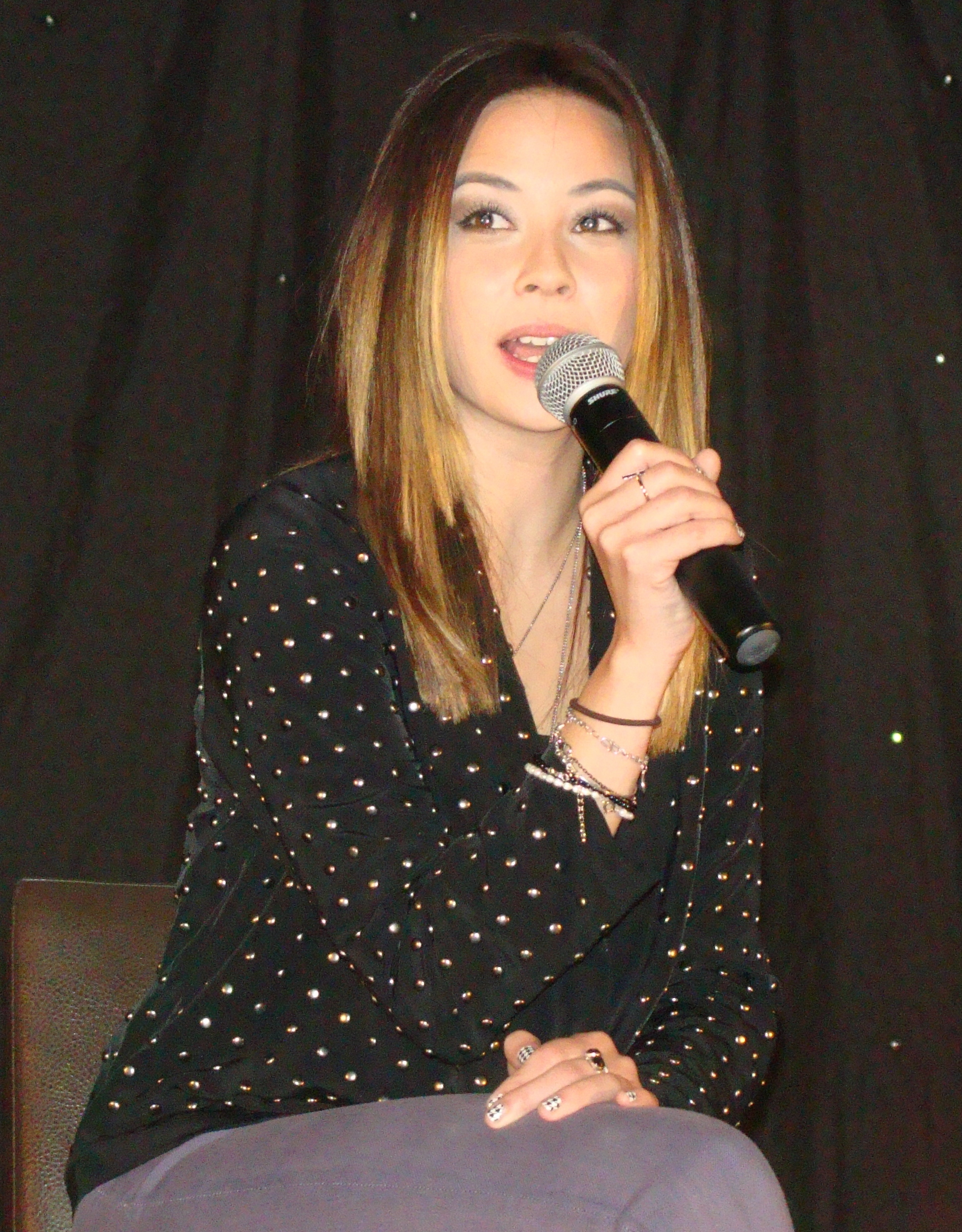
Malese Jow en 2012.

Malese apparaît aussi en 2010 dans You're So Cupid! (ABC movie) dans le rôle de Megan, et joue Alice Cantwell, la meilleure amie de Christy Lee (Brenda Song) dans The Social Network. Elle apparaît aussi dans la série Leverage sur TNT, avec Bill Engvall. Elle joue le rôle de Cadence Nash The Troop sur Nickelodeon. Elle tient le rôle régulier de Lucy Stone dans la série Big Time Rush.
Quelque temps après, on l'aperçoit dans des épisodes de la série Flash. Elle commence à apparaître dès l'épisode 12, elle interprète une jeune journaliste qui a du potentiel, mais qui est très intriguée par le personnage Flash interprété par Grant Gustin.

## Filmographie

### Cinéma
- 2007 : Bratz : In-sé-pa-rables ! : Quinn
- 2009 : Les Zintrus : Julie
- 2010 : The Social Network de David Fincher : Alice Cantwell
- 2010 : You're So Cupid! : Megan
- 2014 : Plastic  : Beth
- 2019 : Évasion 3 : The Extractors (Escape Plan: The Extractors) de John Herzfeld : Daya Zhang

### Courts-métrages
- 2012 : Immoral Prodigy : Meredith

### Télévision

#### Séries télévisées
- 1997 : Barney : La fille à la soirée
- 1997 : Dellaventura (en) : Une orpheline
- 2003 : The Brothers Garcia (en) : Celeste
- 2004-2007 : Allie Singer : Geena Fabiano
- 2007 : Les Sorciers de Waverly Place : Ruby Donahue
- 2008 : Les Feux de l'amour : Hannah
- 2009 : La Vie secrète d'une ado ordinaire : Gail
- 2009 : Hannah Montana : Rachel
- 2009 : ICarly : Le sosie de Carly
- 2010-2011 : Vampire Diaries : Annabelle "Anna" Zhu (rôle récurrent saisons 1 et 3)
- 2010 : Leverage : Josie
- 2011-2013 : The Troop : Cadence Nash (saison 2)
- 2011 : Desperate Housewives : Violet
- 2011-2012 : Big Time Rush : Lucy Stone
- 2012 : Les Experts : Miami : Amanda Yang
- 2014 : Star-Crossed : Julia Yeung
- 2014 : Castle : Hillary Cooper
- 2014-2015 : Flash : Linda Park/ Docteur Light
- 2015 : Filthy Preppy Teen$ : Beatrix Bishop
- 2015-2016 : NCIS : Los Angeles : Jennifer Kim
- 2017 : Les Chroniques de Shannara : Mareth (10 épisodes)

#### Téléfilms
- 2007 : Mother Goose Parade
- 2012 : Shelter : Morgan
- 2015 : L'Île du mensonge : Madison Ashland
- 2016 : Cherche fiancé pour une semaine : Sarah Adams

### Clips
- 2011 : Time Bomb : By All Time Low

## Distinctions
Nominations
Young Artist Awards : 
- 2005 : Outstanding Young Performers in a TV Series pour Allie Singer
- 2006 : Outstanding Young Performers in a TV Series pour Allie Singer
- 2008 : Outstanding Young Performers in a TV Series pour Allie Singer
- 2008 : Best Performance in a TV Series - Supporting Young Actress pour Allie Singer